# مقاطعة ستارا زاغورا
محافظة استارا زاغورا (بالفرنسية: Stara Zagora Province)‏ هي إحدى مقاطعات بلغاريا تقع في وسط بلغاريا. يقدر عدد سكانها بـ 333,265 نسمة ومساحتها 5,151.1 كم2.

## الموقع
موقع المقاطعة بين مقاطعات بلغاريا: